# Frances Yeend
Frances Yeend (28 de enero de 1913 - 27 de abril de 2008) fue una soprano estadounidense con una activa carrera en ópera y recital entre 1940 y 1960.
Uno de los baluartes de la New York City Opera (NYCO) entre 1948 y 1958 canto en el Metropolitan Opera entre 1961-63. Hacia 1963 había cantado en más de 200 conciertos con orquestas como la New York Philharmonic,  Boston Symphony Orchestra, Philadelphia Orchestra, Cleveland Orchestra, y la Chicago Symphony Orchestra entre otras.
Se retiró para dedicarse a la enseñanza en 1966, ocupando la cátedra en la Universidad de West Virginia.